# 타타대우 노부스

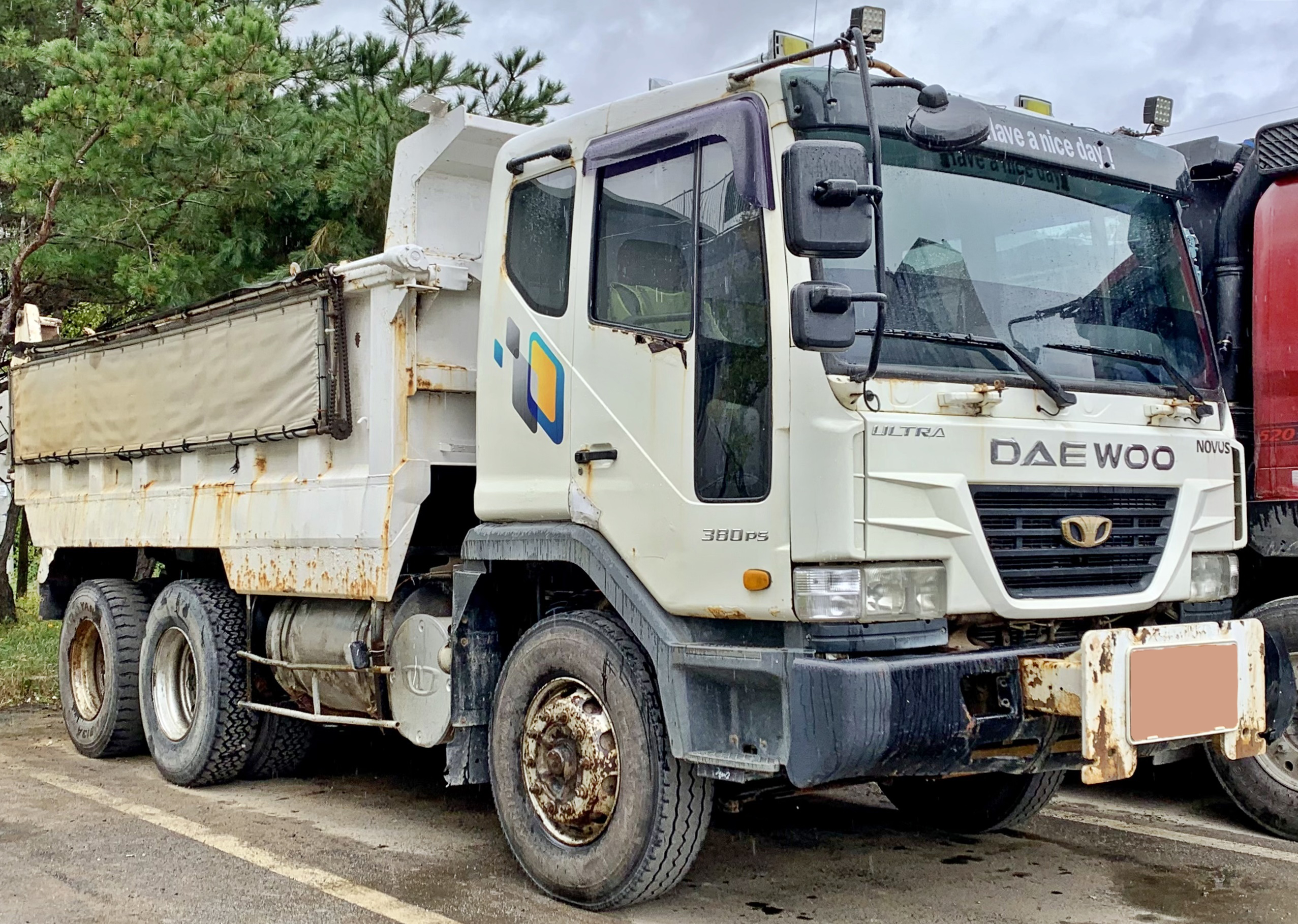
타타대우 노부스 정측면

타타대우 노부스는 대우상용차가 법정관리 시절부터 기존 이전 차종인 차세대 트럭을 베이스로 개발한 대형트럭 모델이다. 노부스는 2004년 6월 출시되었으며, KOREA 2004(유로3급) 배출가스 규제 및 강화된 자동차 안전기준에 맞춘 제동장치, 섀시 프레임, 서스펜션 스프링이 대폭 변경되었다. 캡의 외관은 범퍼, 라디에이터 그릴 변경을 통해 페이스 리프트되었다. 2006년 1월에 중형 모델이 출시되었고, 2008년 1월에 유로4 시행에 따라 엔진을 바꾸면서 헤드램프 위치가 범퍼 양측으로 내려갔다. 기존의 헤드램프 자리는 플라스틱판으로 막아놨다.
2009년에 후속 차종인 타타대우 프리마가 출시되었지만, 판매량이 많아서 단종되지 않았다. 대신에 편의사양을 대폭 삭제하여 경제형으로 판매 중이며, 2012년에 노부스 SE로 개칭되었다.
2017년에는 군 납품용 등등의 특수용도로만 판매되던 AWD(4x4, 6x6) 모델의 민간판매를 개시하여 선택의 폭을 넓혔다.

## 노부스의 차명
'새롭다'는 뜻이 담긴 노부스(NOVUS)라는 이름은 인도 타타모터스가 대우상용차를 인수한 후 사내 공모한 차명에서 선정한 것이다.

## 라인업

### 중형
- CC(4×2)

### 준대형
- 카고트럭
  - CH(4×2)
  - CH(4×4)
- 덤프트럭
  - 8톤: CH(4×2)

### 대형
- 카고트럭
  - CL-L(6×4 저상)
  - CL(6×4)
- 덤프트럭
  - 15톤: CL(6×4)
- 믹서트럭
  - 6m3: CL(6×4)
  - 7m3: CL(6×4)

## 사용하는 변속기
- 6단 수동변속기

- 16단 수동변속기

- 6단 자동변속기

- 12단 자동 변속기

## 경쟁 차종
- 현대자동차 - 현대 메가트럭, 현대 파비스, 현대 뉴 파워트럭, 현대 엑시언트
- 타타대우상용차 - 타타대우 프리마
- 볼보트럭 - 볼보 FL, 볼보 FM, 볼보 FH, 볼보 FE
- 스카니아 - 스카니아 R, 스카니아 S, 스카니아 G, 스카니아 P
- 메르세데스-벤츠 - 메르세데스-벤츠 아테고, 메르세데스-벤츠 악트로스, 메르세데스-벤츠 아록스
- MAN - MAN TGM, MAN TGX, MAN TGS
- 이베코 - 이베코 유로카고, 이베코 스트랄리스, 이베코 S-WAY